# Platonov nauk o votlini
Platonov nauk o votlini.
Na kratko, v treh točkah, razloženi osnovni pojmi Platonovega nauka o votlini.
1. Platonov nauk o votlini povzema njegovo ontologijo, ki jo poznamo pod imenom nauka o idejah. Kar nam želi Platon s prispodobo povedati je, da smo nemara tudi sami tako zaslepljeni, kot so ljudje, ki so vklenjeni v votlini, v našem vsakdanjem spoznavanju sveta. Pred sabo namreč vidimo čutno zaznavne (materialne) predmete, ki so v Platonovi ontologiji le sence resničnejših bitnosti. Znotraj votline so predmeti, ki se nahajajo za hrbti vklenjenih gledalcev resničnejši od samih senc, vendar pa so le imitacije idej, ki v Platonovi ontologiji resnično bivajo. Tu je ključno, da razumeš, da je ideja za Platona vedno ena in kot taka arhetip za bivajoče. Posamezni čutne stvari so vedno le posnetki ene ideje (ideja drevesa je ena, čutnih dreves je mnogo).
2. Prehod v svet izven votline je metafora razsvetljenja, umskega uvida v to, da je čutni svet, ki ga metaforizira votlina, le posnetek sveta idej. Tu gre dejansko za spoznanje, ki je povzeto v zadnjem stavku prve točke: torej ideje kot eno in resnično, čutnost pa kot mnogo in manj resnično. Sonce, ki zunaj votline sveti tako močno, da so osvobojenci z njim zaslepljeni, predstavlja muko, ki jo mora človek pretrpeti, ko se odpove staremu utečenemu mnenju. Spoznati, da čutni predmeti niso resnične bitnosti, namreč zahteva naporen zasuk samega svetovnega nazora.
3. Sonce samo metaforizira idejo Dobrega, ki je v Platonovi ontologiji vrhovna ideja. Njena funkcija je dvojna: je hkrati sama pogoj, da obstajajo čutni predmeti in ostale ideje (jim podeljuje bivanje), prav tako pa je tudi sam spoznavni pogoj, da ravno to tudi spoznamo. Ideja dobrega tako kot sonce daje jasnino in luč, da svet spoznavajoči vidijo in spoznajo, prav tako pa je tudi pogoj, da stvari v svetu bivajo.